# Verkeersbesluit
In Nederland is een verkeersbesluit een besluit van een wegbeheerder om een bepaald verkeersteken te plaatsen, te wijzigen of in te trekken of een bepaalde fysieke maatregel te treffen. Een wegbeheerder, zoals de gemeente, mag in Nederland niet te pas en te onpas verkeersborden plaatsen. Hiervoor gelden regels die zijn vastgelegd in de Wegenverkeerswetgeving, namelijk in het Besluit administratieve bepalingen inzake het wegverkeer (BABW). Verkeerstekens kunnen namelijk grote gevolgen hebben voor belanghebbenden. Denk bijvoorbeeld aan een bedrijf dat ineens aan een weg ligt waar geen vrachtwagens meer mogen komen, omdat de gemeente een verkeersbord heeft neergezet. Door de wegbeheerder te verplichten om een verkeersbesluit te nemen, wil de wetgever bereiken dat besluiten weloverwogen worden genomen. Bovendien biedt het besluit voor belanghebbenden de juridische mogelijkheid om bezwaar en beroep aan te tekenen. Aantekenen van bezwaar en beroep heeft echter geen schorsende werking op het geplaatste verkeersteken, om dat voor elkaar te krijgen zal een direct belanghebbende een voorlopige voorziening moeten aanvragen bij de voorzieningenrechter.

## Wanneer is een verkeersbesluit nodig?
Verkeersbesluit is een officiële term, waar niet iedere beslissing van een wegbeheerder over het verkeer onder valt. Het is een besluit waartegen officieel bezwaar kan worden gemaakt.
Artikel 15 van de Wegenverkeerswet 1994 (WvW 1994) bepaalt dat de plaatsing of verwijdering van de bij algemene maatregel van bestuur (amvb) aangewezen verkeerstekens, en onderborden voor zover daardoor een gebod of verbod ontstaat of wordt gewijzigd, geschiedt krachtens een verkeersbesluit. 
Ook maatregelen op of aan de weg tot wijziging van de inrichting van de weg of tot het aanbrengen of verwijderen van voorzieningen ter regeling van het verkeer geschieden krachtens een verkeersbesluit, indien de maatregelen leiden tot een beperking of uitbreiding van het aantal categorieën weggebruikers dat van een weg of weggedeelte gebruik kan maken.
De amvb's zijn het Reglement verkeersregels en verkeerstekens 1990 (RVV 1990) en het Besluit administratieve bepalingen inzake het wegverkeer (BABW).
Een verkeersbesluit is niet nodig voor waarschuwingsborden of aanbrengen van een verkeersdrempel of het plaatsen van verkeerslichten, omdat hierdoor de functie van de weg niet verandert. Een verkeersbesluit is wel nodig bij:
- Verkeersborden en onderborden
- Verkeerstekens op het wegdek
  - Doorgetrokken streep.
  - De aanduiding van een fietsstrook.
  - De aanduiding van een busstrook of een busbaan.
  - Een voetgangersoversteekplaats (zebrapad).
  - Een gele doorgetrokken streep.
  - Een gele onderbroken streep.
  - Haaientanden.
- Fysieke maatregelen
  - Als de maatregelen leiden tot een beperking of uitbreiding van het aantal categorieën weggebruikers dat van een weg of weggedeelte gebruik kan maken. Bijvoorbeeld wegversmallingen waardoor brede voertuigen er geen gebruik meer van kunnen maken of het plaatsen van paaltjes waardoor voertuigen op meer dan twee wielen er niet meer door kunnen.

Ook voor het verwijderen van bovengenoemde verkeerstekens of fysieke maatregelen is een verkeersbesluit nodig.

## Wie neemt een verkeersbesluit?
Een verkeersbesluit wordt altijd door een overheidsinstantie genomen en nooit door een particulier. Welke overheidsinstantie bevoegd is om een verkeersbesluit te nemen is vastgelegd in art. 18 WvW 1994.
- Voor (vaar)wegen die worden beheerd door het rijk is de minister van Infrastructuur en Milieu bevoegd om verkeersbesluiten te nemen. Het gaat hier om alle rijks(vaar)wegen, dus niet alleen autosnelwegen, maar ook wegen van Defensie (en Staatsbosbeheer tot en met 11 september 1997 toen zij zelfstandig werden.)
- Voor wegen die worden beheerd door de provincie zijn Gedeputeerde Staten bevoegd om verkeersbesluiten te nemen. Hier gaat het voornamelijk om provinciale wegen.
- Voor wegen in beheer bij een waterschap is het algemeen of het dagelijks bestuur van het waterschap bevoegd om verkeersbesluiten te nemen. Het gaat voornamelijk om wegen buiten de bebouwde kom.
- Voor alle andere wegen is het college van burgemeester en wethouders bevoegd om verkeersbesluiten te nemen.

Verder bepalen artikel 24 en 25 BABW dat er overleg moet plaatsvinden met de bij een verkeersbesluit betrokken autoriteiten, bijvoorbeeld de korpschef van de desbetreffende regio. Op grond van artikel 25 BABW moet ook met andere wegbeheerders worden overlegd, als het besluit ingrijpende gevolgen heeft voor de door die instanties beheerde wegen, alsmede in voorkomende gevallen met de spoorwegbeheerder.

## Een verkeersbesluit op een eigen weg
Ook voor verkeersborden op een eigen weg kan het nodig zijn om een verkeersbesluit te nemen. Het gaat dan om wegen waar iedereen op kan rijden. Daarbij kan worden gedacht aan wegen op ziekenhuisterreinen of terreinen van universiteiten. Ook het parkeerterrein van een supermarkt of een paadje van een particulier naast zijn woning, waar een ieder gebruik van mag maken, vallen hieronder. Het is daarvoor belangrijk om te weten of op het terrein de verkeersregels en daarmee de Wegenverkeerswetgeving geldt. In principe gelden de verkeersregels overal waar iedereen kan rijden. Een bordje "eigen weg" doet daar niet aan af. Zelfs een parkeergarage met een slagboom wordt volgens jurisprudentie als openbare weg in de zin van de wegenverkeerswet gezien, zolang de slagboom voor iedereen open gaat.
Een verkeersbesluit op eigen terrein wordt door burgemeester en wethouders van de betreffende gemeente genomen. Een ieder kan de gemeente verzoeken om een verkeersbesluit te nemen. Pas nadat de gemeente het verkeersbesluit heeft gepubliceerd mogen de maatregelen worden getroffen.

## Verkeersmaatregelen zonder verkeersbesluit
Als een verkeersteken zonder verkeersbesluit wordt geplaatst, of een maatregel zonder verkeersbesluit wordt genomen, dan geldt dit verkeersteken of deze verkeersmaatregel in sommige gevallen toch. Er is echter ook jurisprudentie waarbij de hoge raad een beschikking vernietigd heeft vanwege het ontbreken van een correct verkeersbesluit . Daarnaast kan een weggebruiker de betreffende wegbeheerder verzoeken een illegaal geplaatst teken te verwijderen en/of alsnog een verkeersbesluit te laten nemen.

### Tijdelijke verkeersmaatregelen
Daarnaast wordt bij tijdelijke verkeersmaatregelen door de wegbeheerder vaak geen verkeersbesluit genomen. Ook bij tijdelijke zaken zoals evenementen, braderieën, straatbarbecues, buurtfeesten, etc. worden vaak verkeersmaatregelen getroffen zoals inrijdverboden of parkeerverboden die vaak slechts een dag of korter van kracht zijn. Officieel zijn "dringende omstandigheden" zoals opdooi, ongevallen of ander dreigend gevaar de enige reden om géén verkeersbesluit voor een verkeersmaatregel te hoeven nemen (art. 17 WVW 1994; art. 34 BABW), en is het dus verplicht om ook voor tijdelijke maatregelen bij bijvoorbeeld evenementen een verkeersbesluit te nemen en te publiceren.
In de praktijk zou dit echter betekenen dat, de gemeente Amsterdam als voorbeeld nemend, deze wegbeheerder alleen al voor evenementen, buurtfeesten en dergelijke, duizenden verkeersbesluiten per jaar zou moeten opstellen, laten vaststellen en publiceren. Dit zou ten eerste gigantisch veel tijd kosten en ten tweede zou het het publiek via de daarvoor bestemde kanalen (website, lokale krantjes) worden overladen met talloze meldingen van verkeersbesluiten die voor het gros van de burgers totaal niet van belang zijn, waardoor de werkelijk belangrijke informatie zoals afsluitingen op doorgaande wegen zou ondersneeuwen. In de praktijk is er dan ook jurisprudentie dat gemeentes bij dit soort maatregelen géén verkeerbesluit hoeven te nemen zolang de verkeersmaatregelen van kortdurende aard zijn, en er geen grote belangen spelen die het nemen en publiceren van een verkeersbesluit noodzakelijk maken. Dit gegeven ontslaat de betreffende wegbeheerder echter niet van de verantwoordelijkheid om voor het instellen van de verkeersmaatregel overleg te voeren met de politie en evt. andere hulpdiensten en eventuele belanghebbenden tijdig te informeren.

## Relatie met de Algemene wet bestuursrecht (Awb)
De meeste plaatsingsbeslissingen van verkeerstekens zullen tot ge- of verboden leiden en zijn daarmee dan mede op rechtsgevolg gericht. Deze plaatsingsbeslissingen voldoen dan ook aan het Awb-besluitbegrip zoals neergelegd in artikel 1:3 Awb. In artikel 20 WvW 1994 is - enigszins overbodig - geregeld dat belanghebbenden beroep kunnen instellen bij de rechtbank. Artikel 7.1 Awb bepaalt echter dat alvorens beroep in te stellen bezwaar dient te worden gemaakt tegen het desbetreffende besluit.
Er zijn ook beslissingen die wel tot een ge- of verbod leiden doch niet onder het verkeersbesluitregime vallen. Een aardig voorbeeld hiervan is de uitspraak van de ABRvS (ABRvS 4 juli 1996, AB 1996, 345). Daar ging het om de plaatsing van bord L3 (bushaltebord), dus niet behorend tot hoofdstukken A tot en met G waarvoor ingevolge artikel 12 BABW een verkeersbesluit moet worden genomen. De ABRvS was van oordeel dat de beslissing om een dergelijk bord te plaatsen op rechtsgevolg was gericht omdat het bord inhield dat een bestuurder zijn voertuig daar niet mocht laten stilstaan. Daarmee betrof het dus een Awb-besluit dat vatbaar was voor bezwaar en beroep.
Plaatsingsbeslissingen van verkeerstekens die slechts informatief bedoeld zijn, kunnen niet als een Awb-besluit worden aangemerkt omdat deze beslissingen niet op rechtsgevolg zijn gericht. Enkele van deze verkeerstekens zijn wel verkeersbesluitplichtig. Denk bijvoorbeeld aan bord A4 waarmee een adviessnelheid kan worden gegeven. Uit het bord vloeit geen gebod of verbod voort doch het bord is wel opgenomen in de hoofdstukken A tot en met G zoals genoemd in artikel 12 BABW en derhalve ingevolge dit artikel verkeersbesluitplichtig.
In de categorie geen Awb-besluit wel verkeersbesluit, valt ook de maatregel welke is geregeld in artikel 15 WvW lid 2 (zie voor tekst boven). Het gaat dan om maatregelen aan de weg gericht op wijziging van de inrichting van de weg of gericht op het aanbrengen of verwijderen van voorzieningen ter regeling van het verkeer, althans voor zover deze maatregelen leiden tot een beperking of uitbreiding van het aantal categorieën weggebruikers dat van een weg of weggedeelte gebruik kan maken. Deze feitelijke maatregelen zijn niet op rechtsgevolg gericht en daarmee geen besluit in de zin van de Awb. Er dient ingevolge artikel 15 WvW lid 2 voor de uitvoering van deze maatregelen wel een verkeersbesluit te worden genomen. Voorbeelden hiervan zijn bussluizen, paaltjes en slagbomen omdat die duidelijk een beperking voor de weggebruiker inhouden. Drempels en versmallingen vallen hier niet onder omdat het vertragen van verkeer niet als een beperking in de zin van artikel 15 lid 2 WvW 1994 kan worden aangemerkt. Voor het opheffen van parkeerterreinen of vakken geldt ook dat daarvoor geen verkeersbesluit nodig is.
Ten aanzien van onderhoudswerkzaamheden kan eveneens worden gesteld dat het daarbij gaat om feitelijke handelingen welke derhalve niet als een Awb-besluit kunnen worden aangemerkt (Pres. Rb Haarlem 21 maart 1994, AB 1995, 140). Bijzondere aandacht in dit verband verdienen de artikelen 34 en 35 BABW. Deze artikelen maken het mogelijk dat verkeerstekens in de zin van artikel 12 BABW worden geplaatst of maatregelen in de zin van artikel 15 lid 2 WvW 1994 worden genomen, zonder dat daartoe een verkeersbesluit is vereist. Het gaat dan om de gevallen beschreven in artikel 34 a en b BABW. Te denken valt aan eerder genoemde onderhoudswerkzaamheden én reconstructiewerkzaamheden wanneer het gaat om de uitvoering van werken. Verder worden onder meer tijdelijke probleemsituaties op wegen genoemd zoals opvriezing of overvloedige regenval. Let erop dat ingevolge artikel 37 BABW de werkzaamheden genoemd in artikel 34 BABW niet langer mogen duren dan vier maanden, anders is er in afwijking van artikel 35 BABW wél een verkeersbesluit vereist voor de desbetreffende werkzaamheden.
Rekening dient te worden gehouden met de omstandigheid dat het nemen van een verkeersmaatregel vaak wordt gecombineerd met het plaatsen van een teken dat een gebod of verbod inhoudt. Plaatsing van een dergelijk teken is dan op rechtsgevolg gericht en zou als een Awb-besluit kunnen worden aangemerkt, voor zover de afsluiting althans ter kennis wordt gebracht aan omwonenden (gelet op het schriftelijkheidsvereiste in artikel 1:3 Awb). Ten aanzien van een combinatie van (verkeers)besluitplichtige en niet besluitplichtige maatregelen wordt aangenomen dat de rechter alle onderdelen van het besluit in onderlinge samenhang zal beoordelen.
Tot slot zijn nog te onderscheiden de feitelijke (niet Awb-besluitplichtige) maatregelen die strekken tot ondersteuning van een verkeersteken of bord. Er is voor deze maatregelen geen verkeersbesluit nodig op grond van artikel 19 BABW. Te denken valt hierbij aan een klappaal of een road-barrier.
Artikel 20 (WvW 1994) bepaalt dat belanghebbenden tegen een verkeersbesluit in beroep kunnen gaan bij de rechtbank.
Artikel 34 (BABW) regelt de mogelijkheid om tijdelijke maatregelen te nemen als de weg door bepaalde omstandigheden niet in orde is. Dan is er op grond van artikel 35 BABW geen verkeersbesluit nodig. Voor maatregelen die langer dan vier maanden duren is volgens artikel 37 BABW wél een verkeersbesluit nodig.
Artikel 19 (BABW) regelt de aanpassingen die dienen om een verkeersregel of verkeersteken te ondersteunen.

## Motivering van het verkeersbesluit
In de motivering van het verkeersbesluit moet worden aangegeven wat de doelstelling is van het verkeerbesluit (artikel 21 BABW) waarbij wordt terug gegrepen op de belangen die in artikel 2 WvW 1994 zijn genoemd (zie bijvoorbeeld KB 22 mei 1995, AB 1995, 469 en KB 24 februari 1994, AB 1994, 364). Voor zover er sprake is van een Awb-besluit zullen tevens de beginselen van behoorlijk bestuur een rol spelen (artikel 3.2 t/m 3:4 Awb).
In het kader van een zorgvuldige besluitvorming dient het bestuursorgaan eveneens onderzoek te verrichten naar mogelijke nadelige gevolgen van de desbetreffende maatregel (vgl. KB 19 mei 1995, AB 1995, 444). Uit deze uitspraak blijkt ook dat het treffen van verkeersmaatregelen doorgaans wordt gerekend tot een normaal maatschappelijk risico. Alleen in schrijnende gevallen is er aanleiding voor nadeelcompensatie zodat strijd met het evenredigheidsbeginsel wordt opgeheven.
Artikel 2 van de Wegenverkeerswet bepaalt dat verkeersregels moeten dienen voor een van de volgende doelen:
- In eerste instantie:
  - het verzekeren van de veiligheid op de weg;
  - het beschermen van weggebruikers en passagiers;
  - het in stand houden van de weg en het waarborgen van de bruikbaarheid daarvan;
  - het zo veel mogelijk waarborgen van de vrijheid van het verkeer.
- In tweede instantie ook voor:
  - het voorkomen of beperken van door het verkeer veroorzaakte overlast, hinder of schade alsmede de gevolgen voor het milieu, bedoeld in de Wet milieubeheer;
  - het voorkomen of beperken van door het verkeer veroorzaakte aantasting van het karakter of van de functie van objecten of gebieden.
- En verder:
  - het bevorderen van een doelmatig of zuinig energiegebruik;
  - het waarborgen van het op juiste wijze in rekening brengen van tarieven voor het gebruik van de weg;
  - het gebruik en de waarborging van de juistheid van de registers die ingevolge deze wet worden bijgehouden;
  - het voorkomen en bestrijden van fraude;
  - de regeling van positie, inrichting en werkwijze, alsmede het uitoefenen van toezicht op zelfstandige bestuursorganen die taken verrichten op het terrein van deze wet.

Artikel 21 (BABW) beschrijft hoe een verkeersbesluit expliciet gemotiveerd moet zijn met een of meer van de in artikel 2 WvW genoemde doelen.